# 卡霍拉
卡霍拉是危地馬拉的城鎮，位於該國西南部，由克薩爾特南戈省負責管轄，距離克薩爾特南戈20公里，面積36平方公里，海拔高度2,510米，2008年人口16,751。
14°55′N 91°37′W / 14.917°N 91.617°W